# Hauptfriedhof Hochheimer Höhe

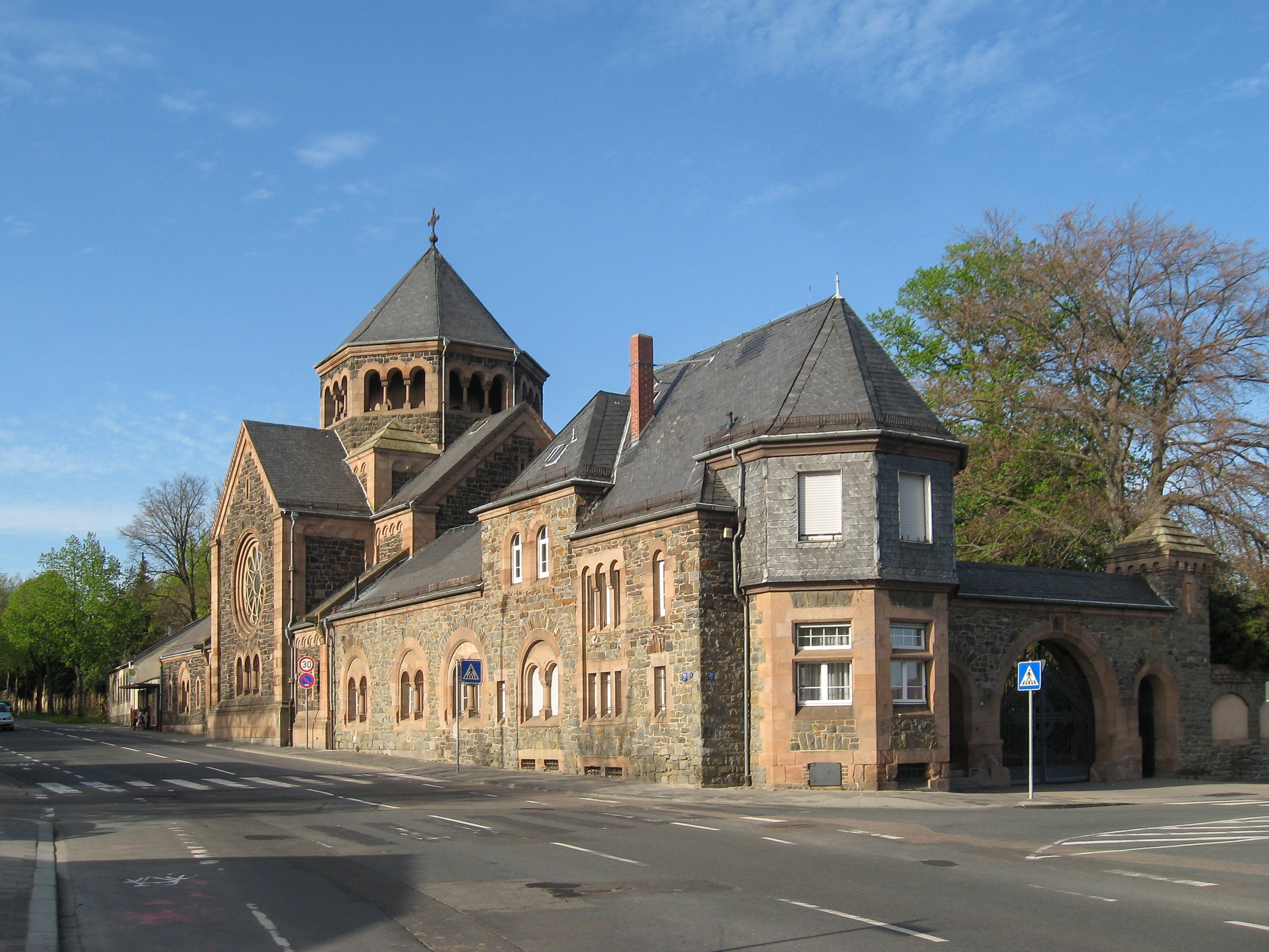
Hoofdingang van de begraafplaats

Het Hauptfriedhof Hochheimer Höhe is een begraafplaats in de stadsdelen Hochheim en Neuhausen van Worms in de Duitse deelstaat Rijnland-Palts

## Militaire graven
Op de begraafplaats bevinden zich 113 graven die worden onderhouden door de Commonwealth War Graves Commission, die de begraafplaats geregistreerd heeft als Worms (Hochheim Hill) Cemetery.